# Burns (Oregón)
Burns es una ciudad situada en el condado de Harney, Oregón, Estados Unidos. Tiene una población estimada, a mediados de 2021, de 2757 habitantes.
Es la sede del condado.

## Geografía
La ciudad está ubicada en las coordenadas 43°35′18″N 119°3′41″O / 43.58833, -119.06139 (43.588281, -119.06129).

## Demografía
Según la Oficina del Censo, en 2000 los ingresos medios de los hogares de la localidad eran de $26,658 y los ingresos medios de las familias eran de $31,792. Los hombres tenían ingresos medios por $24,858 frente a los $22,097 que percibían las mujeres. Los ingresos per cápita para la localidad eran de $16,224. Alrededor del 12.3% de la población estaba por debajo del umbral de pobreza.
De acuerdo con la estimación 2016-2020 de la Oficina del Censo, los ingresos medios de los hogares de la localidad eran de $34,609 y los ingresos medios de las familias eran de $48,833. Alrededor del 10.4% de la población está por debajo del umbral de pobreza.